# 舍湖
54°9′55″N 10°26′22″E / 54.16528°N 10.43944°E

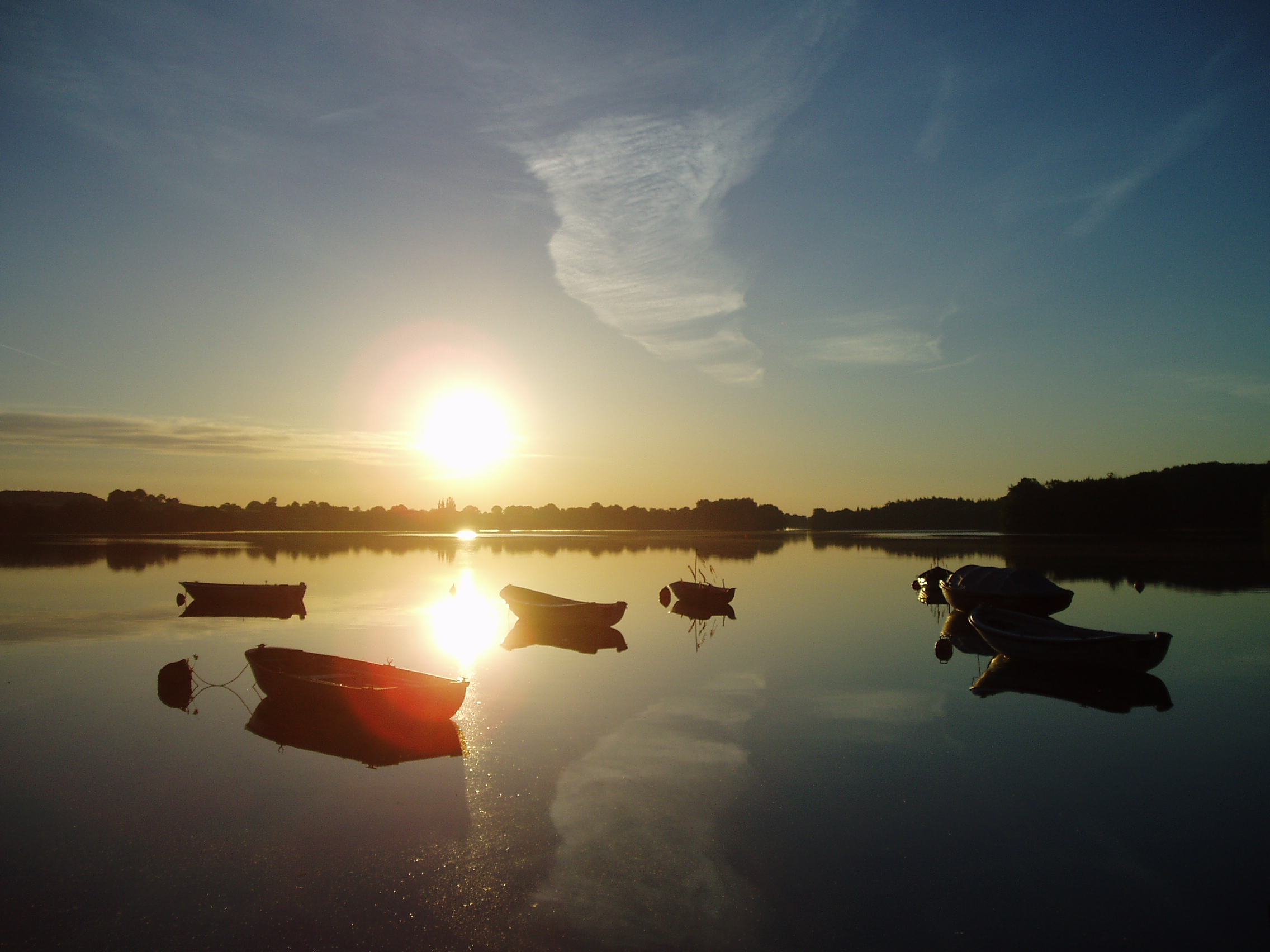

舍湖（德語：Schöhsee），是德國的湖泊，位於該國北部石勒蘇益格-荷爾斯泰因州，由普倫縣負責管轄，長1.6公里、寬0.6公里，面積0.8平方公里，海拔高度22米，平均水深11米，最大水深29米，水體容量850萬立方米，湖岸線長度4.8公里。